# Glenn Tipton
Glenn Raymond Tipton, född 25 oktober 1947 i Blackheath i Sandwell, West Midlands, är en brittisk gitarrist i heavy metal-bandet Judas Priest. 1997 släppte han solodebutalbumet Baptizm of Fire.
I februari 2018 gick Tipton ut med att han var sjuk i Parkinsons sjukdom, vilken han diagnosticerades med redan 2008, och ersattes av producenten och gitarristen Andy Sneap på Firepower-turnén.

## Diskografi (urval)
Soloalbum
- 1997 – Baptizm of Fire
- 2006 – Edge of the World

Studioalbum med Judas Priest
- Rocka Rolla (1974)
- Sad Wings of Destiny (1976)
- Sin After Sin (1977)
- Stained Class (1978)
- Killing Machine (1978)
- British Steel (1980)
- Point of Entry (1981)
- Screaming for Vengeance (1982)
- Defenders of the Faith (1984)
- Turbo (1986)
- Ram It Down (1988)
- Painkiller (1990)
- Jugulator (1997)
- Demolition (2001)
- Angel of Retribution (2005)
- Nostradamus (2008)
- Redeemer of Souls (2014)
- Firepower (2018)